# Электронное голосование в Эстонии
Электронное голосование в Эстонии — система голосования на территории Эстонии с использованием специального программного обеспечения — без использования бумажного избирательного бюллетеня.  

## Предпосылки
С 2000 года правительство Эстонии перешло к безбумажным заседаниям кабинета министров, пользуясь электронной сетью документации в Интернете. С 2000 года в Эстонии можно подавать налоговые декларации электронным путём. В связи с осуществлением в Эстонии проекта «прыжок тигра» и как следствие создания электронного государства e-Estonia, развития технологий ID-карт, цифровой подписи в Эстонии и электронной демократии в начале 2001 года возникла идея проведения интернет-выборов в Эстонии. Она быстро приобрела популярность среди глав коалиционного правительства государства. 
Реализация проекта пришлась на выборы органов местных самоуправлений в октябре 2005 года, когда Эстония стала первой страной в мире, которая легально провела голосование через Интернет как одно из средств подачи голосов. Система выдержала реальные испытания и была признана успешной. В 2007 году Эстония стала первой в мире страной, предоставившей своим избирателям возможность голосовать через Интернет на парламентских выборах. На прошедших парламентских выборах 2019 года в Эстонии через Интернет были поданы рекордные 247 232 голоса, 43,8 % от общего числа. На прошедших парламентских выборах 2023 года в Эстонии через Интернет были поданы рекордные 313 510 голосов, 51,1 % от общего числа.

## Терминология
Хотя термин электронное голосование может относиться как к стационарному (в кабине для голосования), так и дистанционному (через Интернет) электронному голосованию, в Эстонии этот термин используется исключительно для определения удалённого голосования через сеть Интернет.

## Технология
Эстонская система электронного голосования дважды использует эстонскую идентификационную карту. В первую очередь, она является регулярным и обязательным государственным документом, удостоверяющим личность. По состоянию на март 2007 года было выдано более 1,04 млн карт (при численности населения около 1,32 млн человек). 
Идентификационная карта является смарт-картой со встроенным электронным чипом, поддерживаемым государственной инфраструктурой открытого ключа, дающей право как безопасной удаленной аутентификации, так и юридически обязательной цифровой подписи.
Голосование через Интернет доступно в период досрочного голосования (от шести до четырёх дней до дня выборов). Избиратели могут изменить свой электронный голос неограниченное число раз, закрепив окончательный голос. Это также возможно для тех, кто голосует через Интернет на избирательных участках во время досрочного голосования. В день выборов изменить или аннулировать отданный голос невозможно.

## Выборы 2005
В 2005 году Эстония стала первой страной, предложившей общенациональные выборы местных органов власти через Интернет. 
9317 избирателей проголосовали через Интернет.
Результаты
Материалы выборов можно видеть на странице Эстонской государственной избирательной комиссии: http://www.vvk.ee/
Основная статистика (источник: «Internet Voting at the Elections of Local Government Councils on October 2005. Report.»  Таблица 11, стр. 27)
```
Число лиц, имеющих право голосовать: 1 059 292
Голоса: 502 504
- действительные (с электронными) 496 336
- недействительные 6168
Явка: 47%
Отдано электронных голосов: 9681
- включённые повторные голоса 364
Число электронных голосов: 9317
Учтённые электронные голоса: 9287
Отклонённые электронные голоса: 30
Процент электронных голосов среди всех голосов: 1.85%
Percentage of e-votes among votes of advance polls: 8%
Число голосовавших, использовавших идентификационную карту впервые: 5774
Процент голосовавших, использовавших идентификационную карту впервые: 61%

```

## Выборы 2007
В 2007 году Эстония впервые использовала систему интернет-голосований для национальных выборов на общегосударственном уровне. Голосование было возможно с 26 по 28 февраля. 
30 275 жителей использовали Интернет для голосования.

## Выборы 2009
В 2009 году прошли местные муниципальные выборы, 104 415 человек проголосовали через Интернет., это около 9,5 %, имеющих право голосования, отдали свой голос через Интернет.

## Выборы 2011
На прошедших в 2011 году выборах в парламент Эстонии через Интернет было подано 140 846 голосов, то есть 24,5 % от общего числа. Голосование через Интернет проводилось с 24 февраля по 2 марта.
Эксперт Пааво Пихельгас создал вирус, который мог изменить уже отданный избирателем голос. Он подал иск в Верховный суд, потребовав отменить результаты выборов. Суд решил, что "права избирателя в данном случае не нарушаются, если только он не сознательно ставит себя в положение, когда они могут нарушиться".

## Выборы 2015
На прошедших в 2015 году выборах в парламент Эстонии через Интернет было подано 176 329 голосов , то есть 30,5% от общего числа.
Активист Мярт Пыдер используя дебаггер GNU сумел найти дыру в Linux IVCA и заменить номер одного из кандидатов на несуществующий и проголосовал за этот фиктивного кандидата. Он утверждал, что архитектура должна быть такой, чтобы каждый мог контролировать э-голосование от начала и до конца, базирующуюся на криптографии, иначе такому способу волеизъявления доверять нельзя.

## Выборы 2019
На прошедших парламентских выборах 2019 года в Эстонии через Интернет были поданы рекордные 247 232 голоса, 43,8% от общего числа.

## Выборы 2023
На прошедших парламентских выборах 2023 года в Эстонии через Интернет были поданы рекордные 313 510 голосов, 51,1% от общего числа.